# Urcuquí

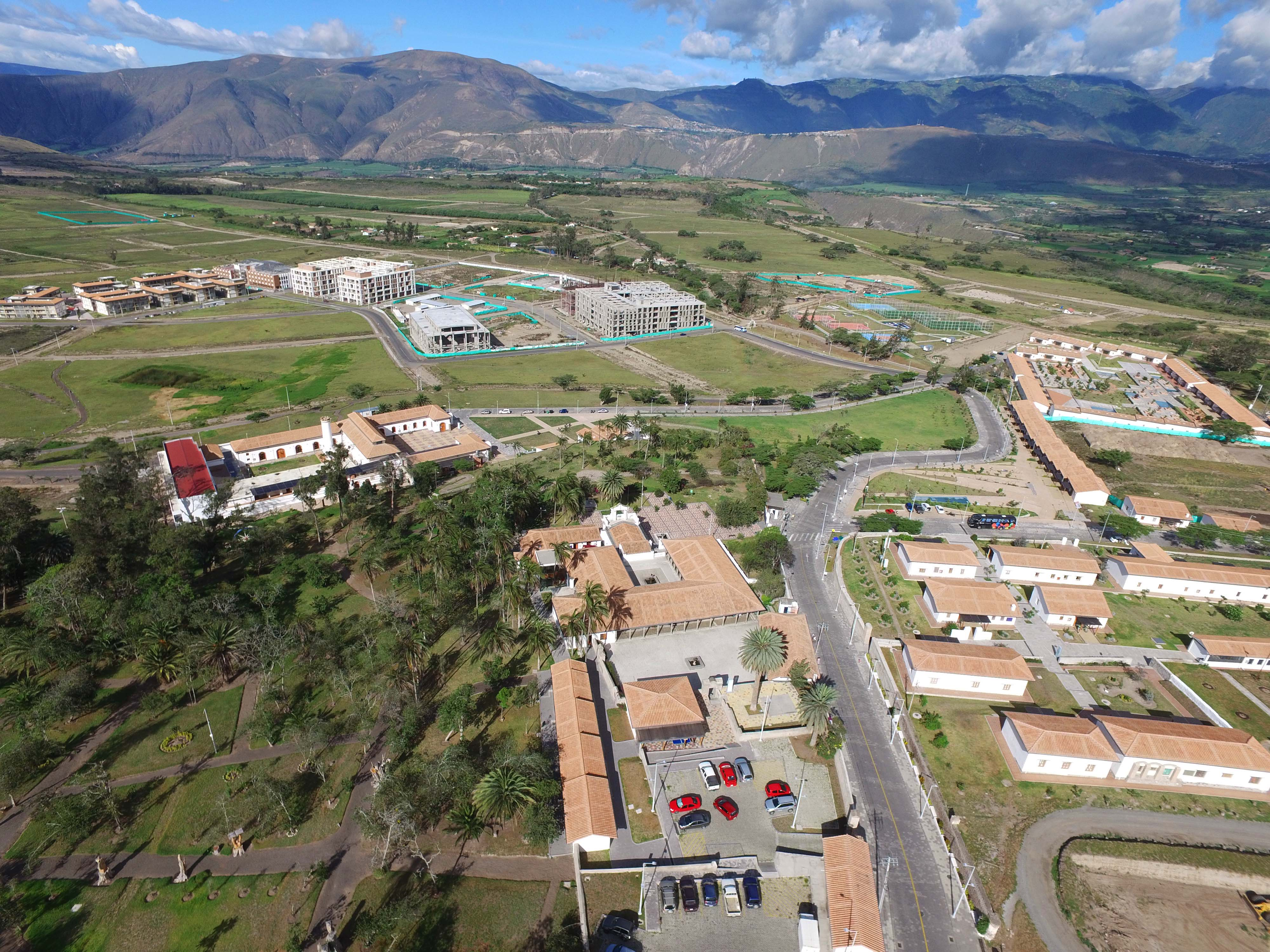
Campus der Universität Yachay Tech

Urcuquí ist eine Ortschaft und die einzige Parroquia urbana („städtisches Kirchspiel“) im Kanton San Miguel de Urcuquí der ecuadorianischen Provinz Imbabura. Der Ort ist Verwaltungssitz der Parroquia sowie des Kantons. Die Parroquia besitzt eine Fläche von 56,62 km². Die Einwohnerzahl lag im Jahr 2010 bei 5205. Davon wohnten 3298 Einwohner im Hauptort Urcuquí.

## Lage
Die Parroquia Urcuquí liegt in den Anden im Norden von Ecuador. Das Gebiet liegt in Höhen zwischen 1600 m und 2370 m. Es wird im Norden von den Flüssen Quebrada Añaruro und dem Río Pigunchuela begrenzt, im Süden und im Osten vom Río Ambi. Im zentralen Süden der Parroquia befindet sich der Campus der Universität Yachay Tech. Der etwa 2290 m hoch gelegene Hauptort befindet sich 10 km nordwestlich der Provinzhauptstadt Ibarra. 
Die Parroquia Urcuquí grenzt im Osten an das Municipio von Ibarra (Kanton Ibarra), im Süden an den Kanton Antonio Ante mit den Parroquias Imbaya, Chaltura und Atuntaqui, im Südwesten an die Parroquia Imantag (Kanton Cotacachi), im Westen an die Parroquia San Blas, im äußersten Nordwesten an die Parroquia Pablo Arenas sowie im Norden an die Parroquias Tumbabiro und Salinas (Kanton Ibarra).

## Orte und Siedlungen
In der Parroquia Urcuquí gibt es folgende Comunidades: Armas Tola, Azaya, Coñaquí, San Antonio de Purapuche und Tapiapamba.

## Geschichte
Die Parroquia Urcuquí wurde am 21. Juni 1941 gegründet. Am 9. Februar 1984 wurde der Kanton San Miguel de Urcuquí gegründet und Urcuquí wurde eine Parroquia urbana und Sitz der Kantonsverwaltung.